# Хокей на зимових Олімпійських іграх 2026 — кваліфікація (чоловіки)
Кваліфікаційний відбір з хокею на зимові Олімпійські ігри 2026, що пройдуть в Італії з 5 по 22 лютого 2026. Кваліфікаційний відбір тривав з 14 грудня 2023 по 1 вересня 2024.

## Кваліфікація
Крім господарів турніру Італії, ще 11 національних команд квалфікувалися на Олімпійський турнір. Розподілення путівок на змагання було на основі рейтингу ІІХФ від 2023 року, таким чином кваліфікувались вісім найкращих збірних світу. решта збірних розіграли ще три путівки в відбірних групах.
| Турнір                           | Дата                       | Місце      | Путівки | Збірні                                                         |
| -------------------------------- | -------------------------- | ---------- | ------- | -------------------------------------------------------------- |
| Господар                         | Н/Д                        | Н/Д        | 1       | Італія                                                         |
| 2023 Світовий рейтинг ІІХФ[a]    | 2 червня 2023              | Н/Д        | 8       | Канада Фінляндія Росія[†] США Німеччина Швеція Швейцарія Чехія |
| Фінальний кваліфікаційний турнір | 29 серпня – 1 вересня 2024 | Братислава | 1       | Словаччина                                                     |
| Фінальний кваліфікаційний турнір | 29 серпня – 1 вересня 2024 | Рига       | 1       | Латвія                                                         |
| Фінальний кваліфікаційний турнір | 29 серпня – 1 вересня 2024 | Ольборг    | 1       | Данія                                                          |
| Разом                            |                            |            | 12      |                                                                |

Примітки
1. a Світовий рейтинг ІІХФ 2023 на основі наступних змагань: ЧС 2020, ЧС 2021, ЗОІ 2022, ЧС 2022 і ЧС 2023
2. † Участь Росії поки не підтверджена і залежить від того, чи дозволять команді повернутися до змагань IIHF. Якби Росії було заборонено, Франція посіла б її місце в чоловічому турнірі.

## Перший раунд
Раунд був скасований. Мав відбутись з 8 по 12 листопада 2023 року та складався з двох груп по п’ять команд. До групи N увійшли команди Об’єднаних Арабських Еміратів, Киргизстану, Гонконгу, Кувейту та Грузії, а до групи O – Китайський Тайбей, Таїланд, Боснія та Герцеговина, Південна Африка та Іран.
Китайський Тайбей, Таїланд і Південна Африка прийняли запрошення взяти участь у другому раунді. Грузія також увійшла до другого раунду після відмови Мексики.

## Другий раунд

### Група К
Турнір групи K проходив у Рейк'явіку, Ісландія, з 14 по 17 грудня 2023 року.
| Поз | Команда      | М | В | ВО | ПО | П | ГЗ | ГП | Різ | О | Кваліфікація |
| --- | ------------ | - | - | -- | -- | - | -- | -- | --- | - | ------------ |
| 1   | Естонія      | 3 | 3 | 0  | 0  | 0 | 36 | 2  | +34 | 9 | Третій раунд |
| 2   | Ісландія (H) | 3 | 2 | 0  | 0  | 1 | 13 | 9  | +4  | 6 |              |
| 3   | ПАР          | 3 | 1 | 0  | 0  | 2 | 6  | 19 | −13 | 3 |              |
| 4   | Болгарія     | 3 | 0 | 0  | 0  | 3 | 4  | 29 | −25 | 0 |              |

|          | ЕСТ  | ІСЛ | ПАР | БОЛ  |
| -------- | ---- | --- | --- | ---- |
| Естонія  | ——   | 6:0 | 9:2 | 21:0 |
| Ісландія | 0:6  | ——  | 9:0 | 4:3  |
| ПАР      | 2:9  | 0:9 | ——  | 4:1  |
| Болгарія | 0:21 | 3:4 | 1:4 | ——   |

### Група L
Турнір групи L проходив у Тілбурзі, Нідерланди, з 15 по 17 грудня 2023 року. Збірна Мексики через відмову від змагань, була замінена на збірну Грузії.
| Поз | Команда        | М | В | ВО | ПО | П | ГЗ | ГП | Різ | О | Кваліфікація |
| --- | -------------- | - | - | -- | -- | - | -- | -- | --- | - | ------------ |
| 1   | Іспанія        | 3 | 3 | 0  | 0  | 0 | 24 | 6  | +18 | 9 | Третій раунд |
| 2   | Нідерланди (H) | 3 | 2 | 0  | 0  | 1 | 34 | 7  | +27 | 6 |              |
| 3   | Грузія         | 3 | 1 | 0  | 0  | 2 | 13 | 13 | 0   | 3 |              |
| 4   | Таїланд        | 3 | 0 | 0  | 0  | 3 | 3  | 48 | −45 | 0 |              |

|            | ІСП  | НІД  | ГРУ  | ТАЇ  |
| ---------- | ---- | ---- | ---- | ---- |
| Іспанія    | ——   | 4:3  | 5:1  | 15:2 |
| Нідерланди | 3:4  | ——   | 8:2  | 23:1 |
| Грузія     | 1:5  | 2:8  | ——   | 10:0 |
| Таїланд    | 2:15 | 1:23 | 0:10 | ——   |

### Група M
Турнір групи М проходив у Белграді, Сербія, з 14 по 17 грудня 2023 року.
| Поз | Команда           | М | В | ВО | ПО | П | ГЗ | ГП | Різ | О | Кваліфікація |
| --- | ----------------- | - | - | -- | -- | - | -- | -- | --- | - | ------------ |
| 1   | Сербія (H)        | 3 | 3 | 0  | 0  | 0 | 15 | 0  | +15 | 9 | Третій раунд |
| 2   | Хорватія          | 3 | 2 | 0  | 0  | 1 | 12 | 7  | +5  | 6 |              |
| 3   | Китайський Тайбей | 3 | 1 | 0  | 0  | 2 | 4  | 13 | −9  | 3 |              |
| 4   | Туреччина         | 3 | 0 | 0  | 0  | 3 | 3  | 14 | −11 | 0 |              |

|                   | СЕР | ХОР | КТБ | ТУР |
| ----------------- | --- | --- | --- | --- |
| Сербія            | ——  | 4:0 | 6:0 | 5:0 |
| Хорватія          | 0:4 | ——  | 6:1 | 6:2 |
| Китайський Тайбей | 0:6 | 1:6 | ——  | 3:1 |
| Туреччина         | 0:5 | 2:6 | 1:3 | ——  |

## Третій раунд
Дванадцять країн зіграли в трьох групах, щоб визначити кваліфікацію для наступного раунду. Турніри проходили з 8 по 11 лютого 2024 року.

### Група G
Турнір проходив у Будапешті, Угорщина.
| Поз | Команда      | М | В | ВО | ПО | П | ГЗ | ГП | Різ | О | Кваліфікація                     |
| --- | ------------ | - | - | -- | -- | - | -- | -- | --- | - | -------------------------------- |
| 1   | Японія       | 3 | 3 | 0  | 0  | 0 | 14 | 8  | +6  | 9 | Фінальний кваліфікаційний турнір |
| 2   | Угорщина (H) | 3 | 2 | 0  | 0  | 1 | 15 | 6  | +9  | 6 | Фінальний кваліфікаційний турнір |
| 3   | Литва        | 3 | 1 | 0  | 0  | 2 | 7  | 13 | −6  | 3 |                                  |
| 4   | Іспанія      | 3 | 0 | 0  | 0  | 3 | 6  | 15 | −9  | 0 |                                  |

|          | ЯПО | УГО | ЛИТ | ІСП |
| -------- | --- | --- | --- | --- |
| Японія   | ——  | 2:1 | 6:4 | 6:3 |
| Угорщина | 1:2 | ——  | 7:1 | 7:3 |
| Литва    | 4:6 | 1:7 | ——  | 2:0 |
| Іспанія  | 3:6 | 3:7 | 0:2 | ——  |

### Група H
Турнір проходив у британському Кардіффі.
| Поз | Команда             | М | В | ВО | ПО | П | ГЗ | ГП | Різ | О | Кваліфікація                     |
| --- | ------------------- | - | - | -- | -- | - | -- | -- | --- | - | -------------------------------- |
| 1   | Велика Британія (H) | 3 | 3 | 0  | 0  | 0 | 28 | 5  | +23 | 9 | Фінальний кваліфікаційний турнір |
| 2   | Румунія             | 3 | 2 | 0  | 0  | 1 | 14 | 8  | +6  | 6 |                                  |
| 3   | Китай               | 3 | 1 | 0  | 0  | 2 | 9  | 21 | −12 | 3 |                                  |
| 4   | Сербія              | 3 | 0 | 0  | 0  | 3 | 5  | 22 | −17 | 0 |                                  |

|                 | ВБР  | РУМ | КИТ  | СЕР  |
| --------------- | ---- | --- | ---- | ---- |
| Велика Британія | ——   | 7:4 | 10:1 | 11:0 |
| Румунія         | 4:7  | ——  | 6:1  | 4:0  |
| КНР             | 1:10 | 1:6 | ——   | 7:5  |
| Сербія          | 0:11 | 0:4 | 5:7  | ——   |

### Група J
Турнір проходив у Сосновці, Польща.
| Поз | Команда        | М | В | ВО | ПО | П | ГЗ | ГП | Різ | О | Кваліфікація                     |
| --- | -------------- | - | - | -- | -- | - | -- | -- | --- | - | -------------------------------- |
| 1   | Україна        | 3 | 2 | 1  | 0  | 0 | 12 | 5  | +7  | 8 | Фінальний кваліфікаційний турнір |
| 2   | Південна Корея | 3 | 1 | 1  | 0  | 1 | 7  | 8  | −1  | 5 |                                  |
| 3   | Польща (H)     | 3 | 1 | 0  | 2  | 0 | 8  | 6  | +2  | 5 |                                  |
| 4   | Естонія        | 3 | 0 | 0  | 0  | 3 | 5  | 13 | −8  | 0 |                                  |

1. 1 2  Південна Корея 3–2 Польща

|                | УКР     | КОР      | ПОЛ      | ЕСТ |
| -------------- | ------- | -------- | -------- | --- |
| Україна        | ——      | 4:0      | 3:2 (б)  | 5:3 |
| Південна Корея | 0:4     | ——       | 3:2 (ОТ) | 4:2 |
| Польща         | 2:3 (б) | 2:3 (ОТ) | ——       | 4:0 |
| Естонія        | 3:5     | 2:4      | 0:4      | ——  |

## Фінальний кваліфікаційний турнір
Дванадцять країн зіграли в трьох групах та визначили команди, які кваліфікувались на Олімпійський турнір. 12 лютого 2024 року ІІХФ оголосила, що Білорусь дискваліфіковано з олімпійської кваліфікації, що змусило провести повторне жеребкування фінального раунду та допустити найкращу збірну, що посіла друге місце в попередньому раунді, Угорщину. Матчі проходили з 29 серпня по 1 вересня 2024 року.
Якщо Росію не допустять до участі в Олімпійському турнірі, Франція посяде її місце як найкраща друга команда.

### Група D
Турнір проходив у Братиславі, Словаччина.
| Поз | Команда        | М | В | ВО | ПО | П | ГЗ | ГП | Різ | О | Кваліфікація                 |
| --- | -------------- | - | - | -- | -- | - | -- | -- | --- | - | ---------------------------- |
| 1   | Словаччина (H) | 3 | 3 | 0  | 0  | 0 | 12 | 5  | +7  | 9 | Зимові Олімпійські ігри 2026 |
| 2   | Казахстан      | 3 | 2 | 0  | 0  | 1 | 8  | 6  | +2  | 6 |                              |
| 3   | Австрія        | 3 | 0 | 1  | 0  | 2 | 6  | 7  | −1  | 2 |                              |
| 4   | Угорщина       | 3 | 0 | 0  | 1  | 2 | 8  | 16 | −8  | 1 |                              |

|            | СЛО | КАЗ | АВС     | УГО     |
| ---------- | --- | --- | ------- | ------- |
| Словаччина | ——  | 3:1 | 2:1     | 7:3     |
| Казахстан  | 1:3 | ——  | 2:1     | 5:2     |
| Австрія    | 1:2 | 1:2 | ——      | 4:3 (б) |
| Угорщина   | 3:7 | 2:5 | 3:4 (б) | ——      |

### Група E
Турнір проходив у Ризі, Латвія.
| Поз | Команда    | М | В | ВО | ПО | П | ГЗ | ГП | Різ | О | Кваліфікація                 |
| --- | ---------- | - | - | -- | -- | - | -- | -- | --- | - | ---------------------------- |
| 1   | Латвія (H) | 3 | 3 | 0  | 0  | 0 | 14 | 5  | +9  | 9 | Зимові Олімпійські ігри 2026 |
| 2   | Франція    | 3 | 2 | 0  | 0  | 1 | 14 | 8  | +6  | 6 | Можливий вихід               |
| 3   | Словенія   | 3 | 1 | 0  | 0  | 2 | 9  | 11 | −2  | 3 |                              |
| 4   | Україна    | 3 | 0 | 0  | 0  | 3 | 5  | 18 | −13 | 0 |                              |

|          | ЛАТ | ФРА | СЛО | УКР |
| -------- | --- | --- | --- | --- |
| Латвія   | ——  | 5:2 | 4:2 | 5:1 |
| Франція  | 2:5 | ——  | 5:1 | 7:2 |
| Словенія | 2:4 | 1:5 | ——  | 6:2 |
| Україна  | 1:5 | 2:7 | 2:6 | ——  |

### Група F
Турнір проходив у Ольборзі, Данія.
| Поз | Команда         | М | В | ВО | ПО | П | ГЗ | ГП | Різ | О | Кваліфікація                 |
| --- | --------------- | - | - | -- | -- | - | -- | -- | --- | - | ---------------------------- |
| 1   | Данія (H)       | 3 | 2 | 1  | 0  | 0 | 10 | 4  | +6  | 8 | Зимові Олімпійські ігри 2026 |
| 2   | Норвегія        | 3 | 2 | 0  | 0  | 1 | 11 | 8  | +3  | 6 |                              |
| 3   | Велика Британія | 3 | 1 | 0  | 0  | 2 | 6  | 11 | −5  | 3 |                              |
| 4   | Японія          | 3 | 0 | 0  | 1  | 2 | 6  | 10 | −4  | 1 |                              |

|                 | ДАН      | НОР | ВБР | ЯПО      |
| --------------- | -------- | --- | --- | -------- |
| Данія           | ——       | 4:1 | 4:2 | 3:2 (ОТ) |
| Норвегія        | 1:4      | ——  | 6:2 | 4:2      |
| Велика Британія | 2:4      | 2:6 | ——  | 3:2      |
| Японія          | 2:3 (ОТ) | 2:7 | 2:3 | ——       |